# Sansevieria forskaoliana
Sansevieria forskaoliana ist eine Pflanzenart aus der Gattung Sansevieria in der Familie der Spargelgewächse (Asparagaceae). Das Artepitheton ehrt den finnischen Botaniker Peter Forsskål, der besonders die arabischen Länder bereiste.

## Beschreibung
Sansevieria forskaoliana wächst stammlos als ausdauernde, sukkulente Pflanze mit mindestens zwei Zentimeter starken Rhizomen. Die aufrecht stehenden lanzettlichen Laubblätter sind  von der Mitte aus in einem rinnigen Stiel auslaufend. Die einfache Blattspreite ist mindestens 60 Zentimeter lang und 6,5 bis 7,5 Zentimeter breit. Ein Fünftel bis ein Drittel der Spreite ist stets verschmälert. Die Spreitenspitze ist stark verhärtet, braun und mindestens 2 Millimeter lang. Die Blätter sind grün. Der Spreitenrand ist wellig hart und rötlich braun gefärbt. Die Blattoberfläche ist rau, die Unterseite ist fein quergerunzelt.
Die einfach ährigen Blütenstände sind mindestens 95 Zentimeter lang. Die Rispen sind mit vier bis fünf Blüten pro Büschel besetzt. Der Blütenstiel ist bis zu 10 Millimeter groß. Die Blütenhüllblätter sind weiß.

## Verbreitung
Sansevieria forskaoliana ist in Jemen, Sudan, Dschibuti, Eritrea, Äthiopien, Somalia und in der Demokratischen Republik Kongo an trockenen, felsigen Hängen und Flussbetten, meist im Schatten zwischen 550 und 2000 Metern Höhe verbreitet.

## Taxonomie
Die Erstbeschreibung als Smilacina forskaoliana erfolgte 1829 durch Julius Hermann Schultes. Frank Nigel Hepper und John Richard Ironside Wood stellten die Art 1983 zu Sansevieria. Weitere Synonyme für Sansevieria forskaoliana (Schult.F.) Hepper & J.R.I.Wood sind: Sansevieria abyssinica var. angustior (Engl.) Cufod. (1971), Acyntha abyssinica (N.E.Br.) Chiov. (1916), Acyntha abyssinica var. sublaevigata Chiov. (1932), Acyntha elliptica Chiov. (1932),  Sansevieria abyssinica N.E.Br. (1913), Sansevieria abyssinica var. sublaevigata (Chiov.) Cufod. (1971), Sansevieria elliptica (Chiov.) Cufod. (1971) und Sansevieria guineensis var. angustior Engl. (1902).

## Nachweise